# Lietukka
Lietukka eller Lietejärvi är en sjö i Finland. Den ligger i kommunen Juga i landskapet Norra Karelen, i den centrala delen av landet, 400 km nordost om huvudstaden Helsingfors. Lietukka ligger 156,2 meter över havet. Den är 2,8 meter djup. Arean är 1,18 kvadratkilometer och strandlinjen är 6,69 kilometer lång. Sjön  ingår i Vuoksens huvudavrinningsområde. 